# Helsingfors centralpark

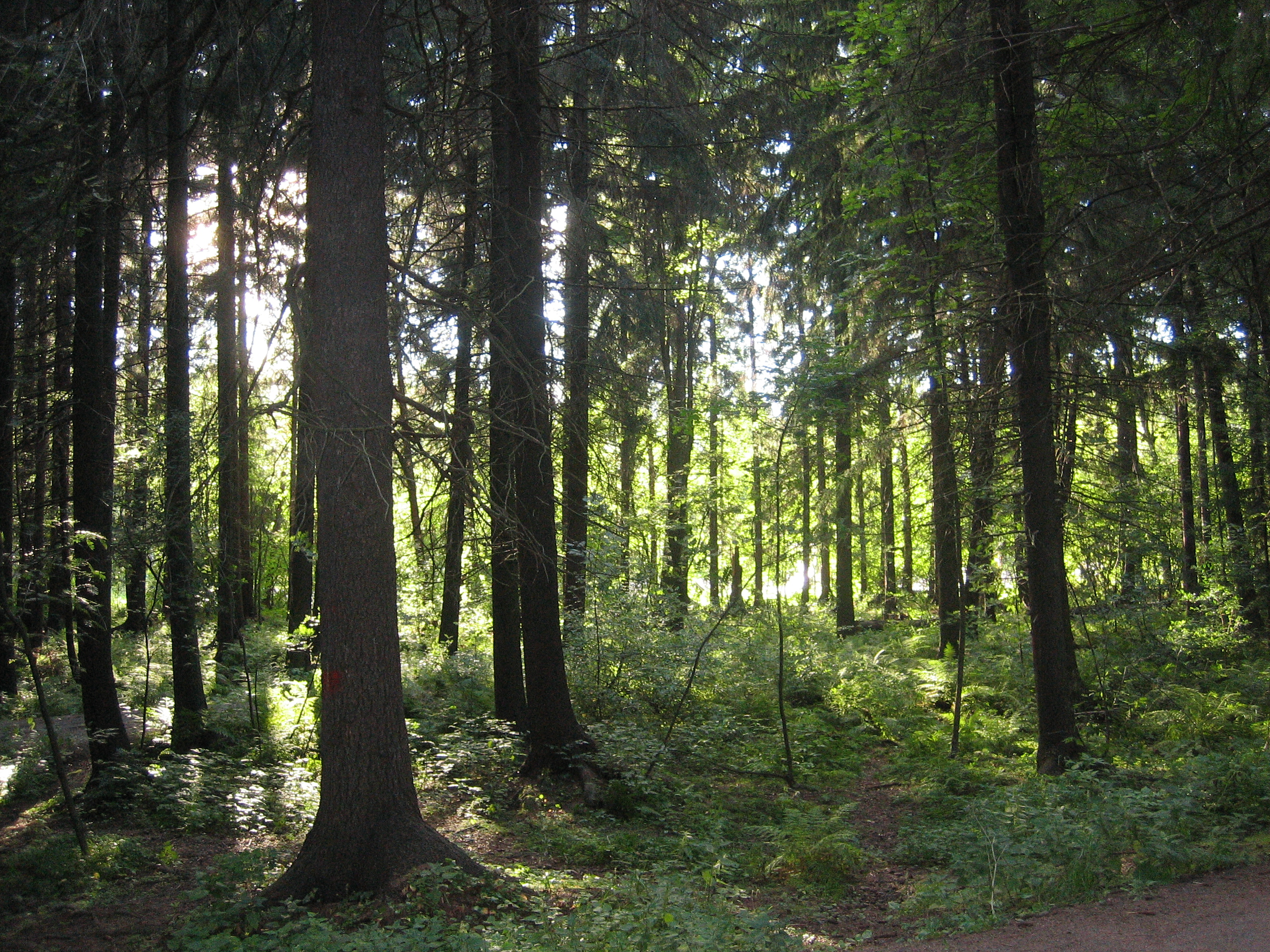
Centralparken

Helsingfors centralpark (Centralparken, finska: Helsingin Keskuspuisto), är ett parkområde i Helsingfors stad. 
Centralparken är Helsingfors största park och den sträcker sig genom hela staden från centrum till den norra gränsen mot Vanda. Centralparken omfattar 1 000 hektar och är 10 kilometer lång i nord-sydlig riktning. Parken börjar vid Tölöviken i centrum och slutar vid Vanda å i norr. 
Det finns flera naturskyddsområden i Centralparken: Långforsens lund, Tomtbacka urskog, Nackböle arboretum och Grotens fors strandlund. Flera djurarter lever i Centralparken, bland dem grävling, räv, hare och bisamråtta, samt flera fågelarter. 
Det finns 100 km friluftstråk i Centralparken som på vintern används för skidåkning.